# Mark Gerretsen
Pour les articles homonymes, voir Gerretsen.
Mark Gerretsen, né le 5 juin 1975 à Kingston, est un homme politique fédéral et municipal canadien de l'Ontario. Il représente la circonscription de Kingston et les Îles à titre de député du Parti libéral du Canada depuis 2015.

## Biographie
Né le 5 juin 1975 à Kingston en Ontario, Gerretsen réalise un baccalauréat en économie de l'université Queen's et étudie également en génie informatique au St. Lawrence College (en).
Gerretsen est le fils du député et ministre libéral provincial de Kingston et les Îles de 1995 à 2014, ainsi que maire de Kingston de 1980 à 1988. Avec sa femme Vanessa, le couple a trois enfants.

## Carrière politique

### Politique municipale
Élu au conseil municipal de Kingston en 2006, il représente le district de Portsmouth. Après un mandat en tant que conseiller, il est élu maire de la ville en 2010.
En tant que maire, il œuvre sur plusieurs points dont les paiements des taxes, l'intégration des services sociaux, l'augmentation des investissements sur les infrastructures urbaines et le logement abordable.
En 2012, Gerretsen est élu par le conseil de ville de Kingston Association of Municipalities of Ontario (en).
Gerretsen a atteint une certaine notoriété en 2013, alors qu'il dénonce une fête de rue suivant une fête étudiante de l'Université Queen's qui entraine beaucoup de chahuteurs et de grabuges dans les rues de la ville. Ces évènements ont causé de grand coût en service de nettoyage et protection policière.

### Politique fédérale
Élu député à la Chambre des communes du Canada en 2015, il remplace le député sortant Ted Hsu qui décide de ne pas se représenter.
Durant son premier mandat, Gerretsen siège au comité de la Défense national et est élu président du caucus libéral de l'Ontario. Il siège également sur le comité sur l'Environnement et le Développement durable pendant deux ans et demi.
À titre de député, il réussit à amener un investissement d'un million de dollars pour le Breakwater Park et pour le Gord Downie Pier, 42 millions pour le transport en commun, 31 millions pour des nouveaux traversiers et 60 millions pour un troisième lien.
Gerretsen introduit aussi un projet de loi privé (C-243), visant la création d'une programme stratégique d'assistance maternelle pour introduire une loi d'assurance emploi pour les futures mères en incapacité de travailler durant leur grossesse. Le projet se rend jusqu'en troisième lecture au Sénat du Canada lorsque le parlement est dissous durant l'été 2019.
Bien qu'il approuve bon nombre de politiques du gouvernement libéral, il s'exprime publiquement contre la décision du gouvernement de poursuivre le prolongement du pipeline Kinder Morgan. Ce faisant, Gerretsen et deux autres députés libéraux votent en faveur d'une motion néo-démocrate demandant de cesser le projet.
Réélu en 2019, il siège au comité permanent de la procédure et des affaires de la Chambre et demeure président du caucus libéral ontarien.
Il est réélu en 2021 et 2025.
Le 14 mai 2025, il est nommé whip en chef du gouvernement par le premier ministre Mark Carney.

## Résultats électoraux
| Élection municipale de Kingston au poste de maire, 2010 | Vote   | %     |
| ------------------------------------------------------- | ------ | ----- |
| Mark Gerretsen                                          | 17 096 | 56.41 |
| Rob Matheson                                            | 6 905  | 22.78 |
| Barrie Chalmers                                         | 5 486  | 18.10 |
| John Last                                               | 377    | 1.24  |
| Nathaniel Wilson                                        | 227    | 0.75  |
| Kevin Lavalley                                          | 215    | 0.71  |